# Palais Como
Le Palais Como est un palais de style Renaissance situé le long de la Via Duomo à Naples. Depuis 1888, il abrite le musée civique Gaetano Filangieri.

## Histoire
La construction du palais est déjà enregistrée en 1404 bien que les premiers textes le mentionnant remontent à 1451, lorsque Giovanni Como achète un bâtiment situé derrière sa propriété, afin de l'agrandir. Lorsque ensuite le marchand napolitain Angelo Como, probablement le fils de Giovanni, a repris possession de la propriété, il effectue d’autres travaux visant à adapter le bâtiment. A cette occasion, de nombreux artistes et ouvriers ont été appelés, recouvrant les structures de piperno et de marbre. En 1473, le palais fut ensuite achevé dans un style similaire à celui du palais Diomede Carafa. Les paiements effectués par Como aux tailleurs de pierre toscans Ziattino di Benozzis de Settignano, Francesco di Filippo et Domenico de Felice pour l'exécution des fenêtres, portes et autres éléments décoratifs du bâtiment, remontent à 1490.  
La colonie à côté du palais des moines dominicains remonte à 1504 ; en 1587, le bâtiment fut vendu à l'église adjacente de San Severo al Pendino et fut donc adapté par Giovan Giacomo Di Conforto et réutilisée comme cloître par le même complexe religieux.

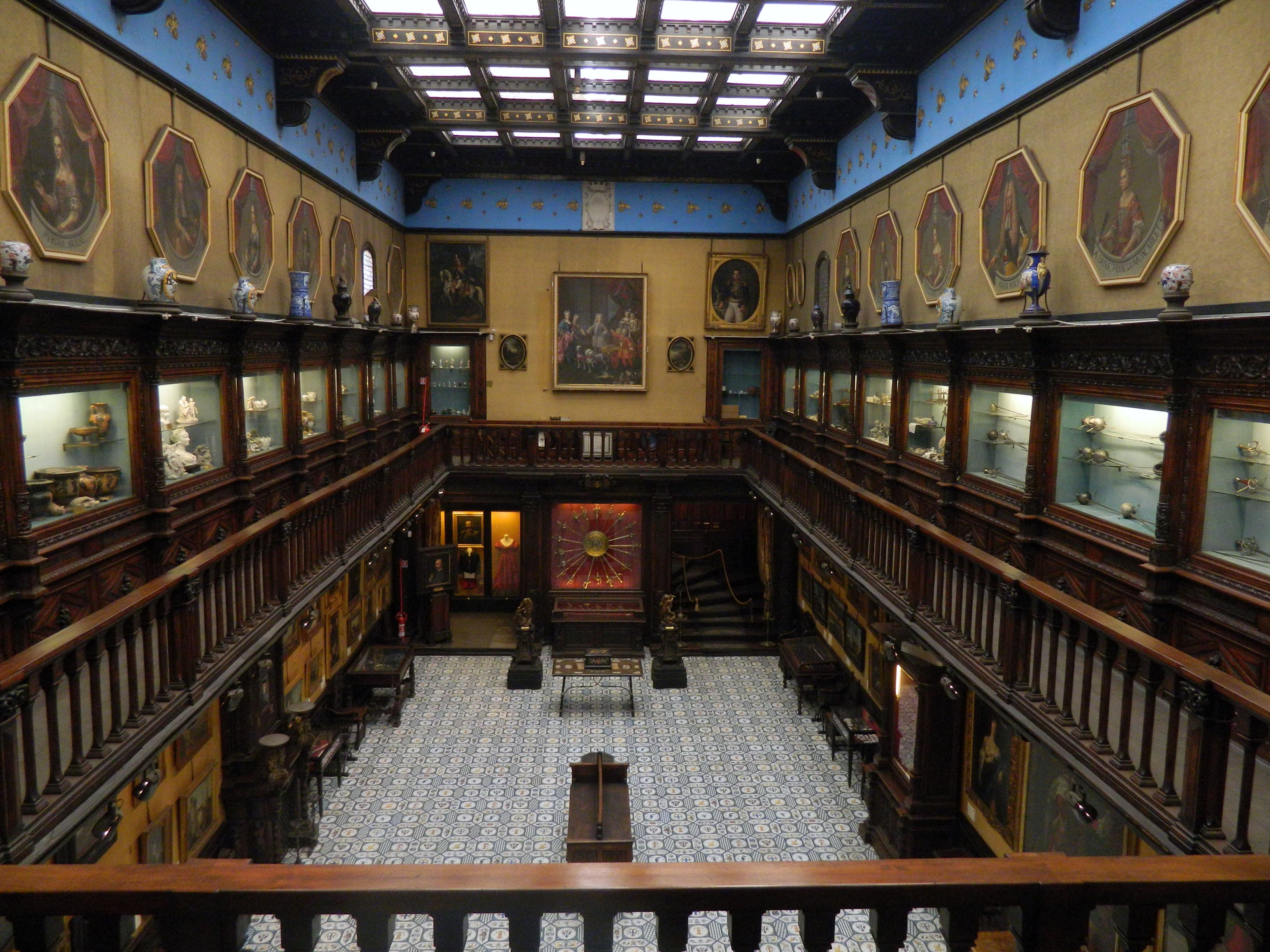
Vue de la salle Agata, obtenue après les travaux d'adaptation du XIXe siècle destinés à exposer la collection privée de Gaetano Filangieri junior.

En 1806, avec la suppression napoléonienne de certains ordres religieux, le bâtiment devint d'abord une brasserie, dirigée par l'Autrichien Antonio Mennel, tandis que d'autres salles du bâtiment servirent d'archives du royaume des Deux-Siciles, puis à partir de 1823, a été confié aux ordres monastiques jusqu'à leur nouvelle expulsion, en 1867, avant de prendre en compte l'utilisation nouvelle prévue.   
Entre 1879 et 1882, la démolition de l’édifice due à l’agrandissement de la Via Duomo, à la suite du réaménagement urbain connu sous le nom de Risanamento di Napoli, suscita un vif débat : nombreux étaient les intellectuels qui s’opposèrent à la démolition du bâtiment, y compris Gaetano Filangieri junior, prince de Satriano et petit-fils de Gaetano Filangieri, qui l’a finalement acheté en 1883 dans le but de préserver son intégrité. Le résultat de cette démarche est que le bâtiment a reculé de vingt mètres par rapport à sa position initiale, le démantèlement et la reconstruction de l’ensemble de la structure ayant été confiés aux ingénieurs Antonio Francesconi et Enrico Albarella ; le même sort n’a pas affecté l'église voisine de  San Severo al Pendino, qui a été raccourcie en perdant sa façade baroque et deux chapelles de chaque côté, tandis que l'église opposée San Giorgio Maggiore voyait elle une nef latérale entièrement démolie. De plus, lors de ces travaux de réaménagement urbain, les intérieurs ont été refaits et ont aujourd'hui un aspect éclectique par rapport à l'architecture initiale du bâtiment. 
Dans le but de revaloriser le bâtiment historique, le palais est devenu, après la reconstruction, le siège de la collection privée d’œuvres d’art de Gaetano Filangieri Junior. Le Musée civique Gaetano Filangieri actuel est né, inauguré en 1888. 
Pendant la Seconde Guerre mondiale, le palais, fermé au public, est l'un des monuments de la ville qui échappa aux bombardements alliés. Il a rouvert ses portes à partir de 1948 et jusqu'en 1999, date à laquelle il a été fermé pour des travaux de restauration qui ont duré environ treize ans, puis a rouvert ses portes le 22 juillet 2012.

## Description
L'ancien palais était un exemple précieux d'Architecture de la Renaissance. Cependant, le projet de reconstruction, confié à trois architectes non napolitains, a conduit à la construction d'un bâtiment de style toscan dans un pays où, à l'époque, l'architecture avait tendance à prendre des connotations locales, tendances souvent importées d'autres régions, comme celle-ci d'origine toscane: ce sont les cas des palais contemporains Orsini de Gravina, Diomede Carafa et Panormita. À cet égard, lors d'une visite à Naples effectuée en 1879 par l'historien de l'art Gustavo Fizzoni, le palais est décrit comme suit:  «[...] Tout à coup, s'offre à la vue un imposant corps de palais avec des pierres massives de style rustique rappelant les bâtiments caractéristiques de Florence et de Sienne [...] ». 

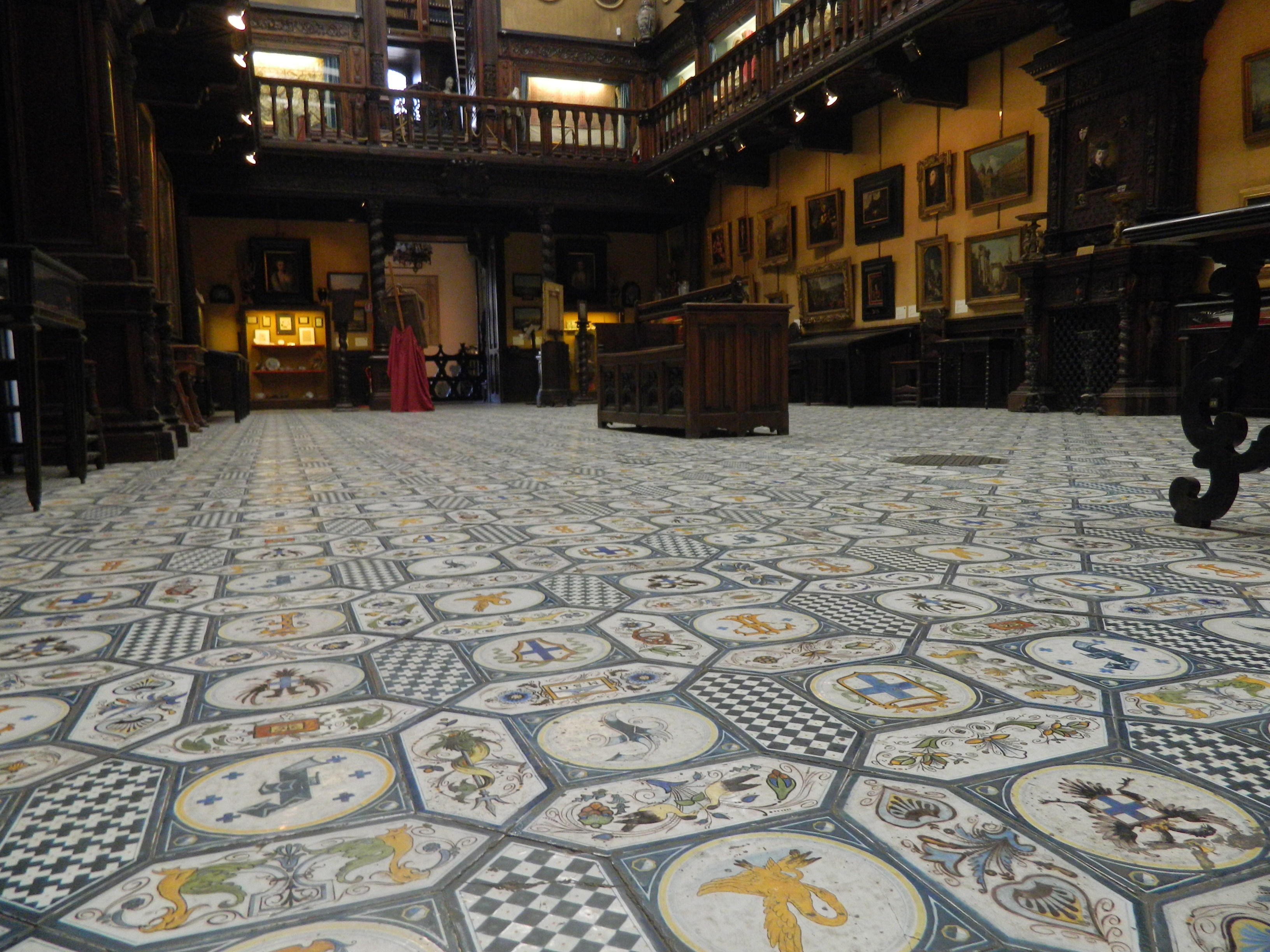
Vue de la salle Agata avec le détail du sol en majolique au premier plan

La façade est organisée sur trois niveaux: le sous-sol, nivelé au niveau de la rue penchée grâce à l'utilisation d'un soubassement en maçonnerie, le rez-de-chaussée avec des pierres de taille rustiques et l'étage noble avec des pierres de taille lisses. Le portail en marbre au centre rend la façade symétrique; il conserve également la porte en bois portant les blasons de la famille Filangieri. Les fenêtres sur les côtés sont placées sur une pente différente et toutes ont des encadrements de piperno. 
Le remarquable dallage en majolique du XIXe siècle qui caractérise la salle principale provient de la fabrication du musée d'artisanat industriel de Naples, dont le fondateur était Filangieri, et présente des décorations avec des blasons, des boucliers, des armes et des symboles de la maison. Une rampe en bois incrustée au bas de la pièce mène au passage suspendu au-dessus duquel il est possible d'accéder à la bibliothèque privée historique dotée d'un mobilier en noyer. 

## Musée civique Gaetano-Filangieri
Le musée a été créé et inauguré en 1888 à la demande de Gaetano Filangieri. En sauvant le bâtiment de la destruction due au projet d’agrandissement de la via Duomo, il a pris en charge les frais de déplacement du bâtiment, le reléguant à 20 mètres derrière sa position initiale, dans le but d'utiliser la nouvelle structure comme lieu d'exposition de sa collection d'art privée. 
Pendant la Seconde Guerre mondiale, la plupart des pièces du musée étaient abritées dans une villa de San Paolo Bel Sito ; cependant, un incendie a été provoqué par les Allemands qui se retiraient, entraînant la perte de la plus grande partie de la collection. Après sa réouverture en 1948, le musée reçut de nombreuses donations privées qui ont permis d’enrichir l’ensemble du catalogue, qui était alors composé uniquement des pièces originales conservées.  
Après des années de fermeture, le musée a rouvert en permanence en 2012 ; il consiste en une exposition d'arts appliqués, de sculptures, de peintures et de livres anciens.